# Ugashik (Alaska)
Ugashik es un lugar designado por el censo del borough de Lake and Peninsula, Alaska, Estados Unidos. Según el censo de 2020, tiene una población de 4 habitantes.
En los Estados Unidos, un lugar designado por el censo (traducción literal de la frase en inglés census-designated place, CDP) es una región identificada por la Oficina del Censo exclusivamente para fines estadísticos.

## Geografía
Está ubicado en las coordenadas 57°38′51″N 156°59′42″O / 57.64750, -156.99500. Según la Oficina del Censo de los Estados Unidos, tiene una superficie total de 693.31 km², de la cual 656.87 km² corresponden a tierra firme y 36.44 km² están cubiertos de agua.

## Demografía
Según el censo de 2020, hay 4 personas residiendo en la zona. La densidad de población es de 0.01 hab./km². El 75.00% de los habitantes son nativos de Alaska y el 25.00% es blanco. No hay hispanos o latinos viviendo en la región.